# Gutierre Fernández de Castro

Escudo de los Castro

Gutierre Fernández de Castro (m. c. 1169). Hijo de Fernando García de Hita y su primera esposa Trigidia Fernández, ricohombre castellano del linaje de los Castro, fue mayordomo mayor del rey Alfonso VII de León y ayo de su hijo, el infante Sancho. 

## Biografía
Ha sido frecuentemente confundido con otro Gutierre Fernández que aparece por primera vez en la documentación medieval en 1086 y ostentando el cargo de mayordomo mayor de la reina Urraca entre 1110 y 1117. Este último fue hijo de Fernando Hermenegíldez y Juliana según consta en un documento posterior del año 1101, mientras que Gutierre Fernández de Castro fue hijo de Fernando García de Hita y de su primera esposa, Trigidia Fernández.
Se convirtió en uno de los personajes más relevantes durante el reinado de Alfonso VII de León. Fue su mayordomo desde 1125 hasta 1137.  Participó en las principales campañas bélicas y, según se menciona en la Chronica Adefonsi imperatoris, «[E]ra uno de los grandes consejeros del rey». Participó en la toma de Almería y fue descrito en el Poema de Almería en los siguientes términos:

También Gutierre Fernández llegó con prontitud a la guerra, puesto que le está encomendada la tutela del rey Sancho, el hijo de nuestro emperador, es quien, tan pronto como nació, le es entregado para educarlo. Lo educa con esmero, quiere que él aventaje a todos. Gutierre es partícipe de los mayores honores. Él mismo se dirije al combate avanzando en escuadrón...

Alfonso VII le encomendó la tutela del infante Sancho, futuro Sancho III de Castilla en el mismo año de su nacimiento, es decir, en 1134, tutela que, según la profesora Margarita Torre, «marcará de manera muy definida el futuro devenir político de la Casa de Castro». Gobernó varias tenencias: Amaya y Castrojeriz (1132 y 1156); Calahorra (1140-1152); Soria (1142-1144 y 1148-1152); Arnedo (1145-1146); Roa y Amaya (1148); y Cervera, Mudave y Piedras Negras (1158).
Fue mayordomo mayor del rey Alfonso VII en 1135-1138 y después de su hijo el rey Sancho entre 1153 y 1155.  También figura en la documentación de la curia regia con varios apelativos que reflejan su elevada posición dentro de la corte: princeps Castellae en 1147, magnus in corte imperatoris en 1150, y potestas in Castella en 1158.
Mantuvo su imagen de hombre recto y leal durante el periodo de anarquía y luchas nobiliarias después de la repentina muerte del rey Sancho, quien había entregado la tutela del infante Alfonso, el futuro Alfonso VIII de Castilla, a Gutierre Fernández de Castro. Algunos magnates de la Casa de Lara, especialmente Manrique Pérez de Lara, sin embargo, reclamaron a Gutierre la custodia del infante, diciéndole al anciano Gutierre, que le estarían muy reconocidos por tal entrega, como persona digna de respeto y «prometiendo que respetarían y tendrían a Gutierre como su superior».  Al descubrir Gutierre que los Lara ya habían conseguido la custodia del infante, «estalló una auténtica guerra en Castilla entre la familia del antiguo ayo de Sancho III y los Lara que ven sus tierras atacadas por los Castro», según describe la profesora Margarita Torres quien dice que Gutierre falleció durante esa contienda en 1166, aunque otros autores dicen que murió después de mayo de 1169, año de su última aparición en la documentación. Fue enterrado en el monasterio de San Cristóbal de Ibeas.

## Matrimonio
Se casó con Toda Díaz, hija de Diego Sánchez y Enderquina Álvarez. Él y su mujer fueron los refundadores del monasterio de San Cristóbal de Ibeas y del monasterio de San Salvador de El Moral.  Al no tener descendencia, sus bienes pasaron a sus sobrinos, los hijos de su hermano Rodrigo Fernández de Castro el Calvo, y la jefatura del linaje al hijo mayor de este último, Fernando Rodríguez de Castro el Castellano.